# Französische Badmintonmeisterschaft 1987
Die Französische Badmintonmeisterschaft 1987 fand in Gravelines statt. Es war die 38. Austragung der nationalen Titelkämpfe im Badminton in Frankreich.

## Titelträger
| Disziplin    | Sieger                           |
| ------------ | -------------------------------- |
| Herreneinzel | Stéphane Renault                 |
| Dameneinzel  | Rosita Rios                      |
| Herrendoppel | Benoît Pitte Christophe Jeanjean |
| Damendoppel  | Cécilia Brun Fabienne Pichard    |
| Mixed        | Kiet Truong Sylvie Debienne      |